# 미가스
미가스(스페인어: migas [ˈmiɣas]; 포르투갈어: migas [ˈmiɣɐʃ] →부스러기들)는 스페인과 포르투갈의 요리와, 그와는 상당히 다른 텍스멕스 요리를 일컫는 이름이다.

## 이베리아

### 스페인
미가스는 스페인 요리의 전통적인 요리이다. 원래 미가스는 식사 후 남은 빵이나 토르타를 이용하여 만든 아침 식사였고, 오늘날에는 스페인의 레스토랑에서 점심과 저녁 식사에 나오는 유행하는 첫 요리이다.

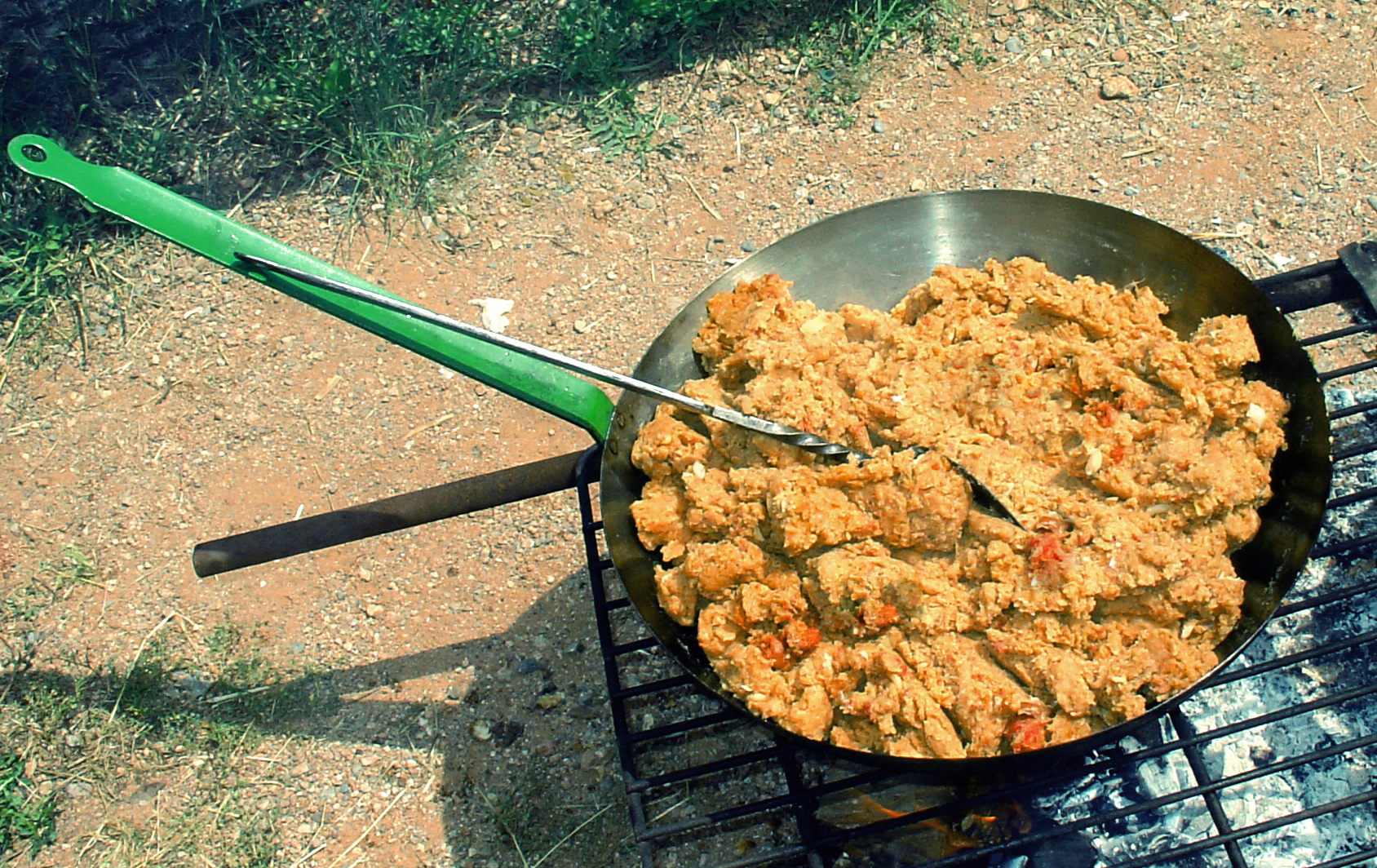
안달루시아의 미가스

미가스의 재료는 스페인의 지방에 따라 다양하다. 에스트레마두라 지방에서 미가스는 하루 된 물에 적신 빵, 마늘, 파프리카, 올리브 기름으로 구성되고 시금치나 자주개자리가 들어가며, 보통 팬에 볶은 돼지 갈비와 함께 서빙된다. 아라곤 지방의 테루엘에서 미가스는 초리소와 베이컨이 들어가며, 보통 포도와 함께 서빙된다.
라만차에서 '미가스 만체가스' (migas manchegas)는 기본적으로 아라곤식 미가스와 같은 재료를 쓰면서 더 정성을 들이는 요리를 한다.
안달루시아에서 미가스는 빵 속을 튀긴 형태를 하고 있으며, 주로 정어리와 함께 타파스로 먹는다. 일부 지역에서 미가스는 '마탄사' (Matanza →도축)의 날 아침에 먹으며, 선지, 간, 콩팥, 다른 내장이 들어간 스튜와 같이 내준다. 전통적으로 돼지나 양, 염소를 도축한 직후에 먹는다. 미가스는 보통 열린 난로나 석탄 위에 올려 조리한다.
또한 밀가루와 물만 사용하고 빵은 쓰지 않은 미가스도 있는데, 스페인 남부의 알메리아와 무르시아에서 찾아볼 수 있다.

### 포르투갈

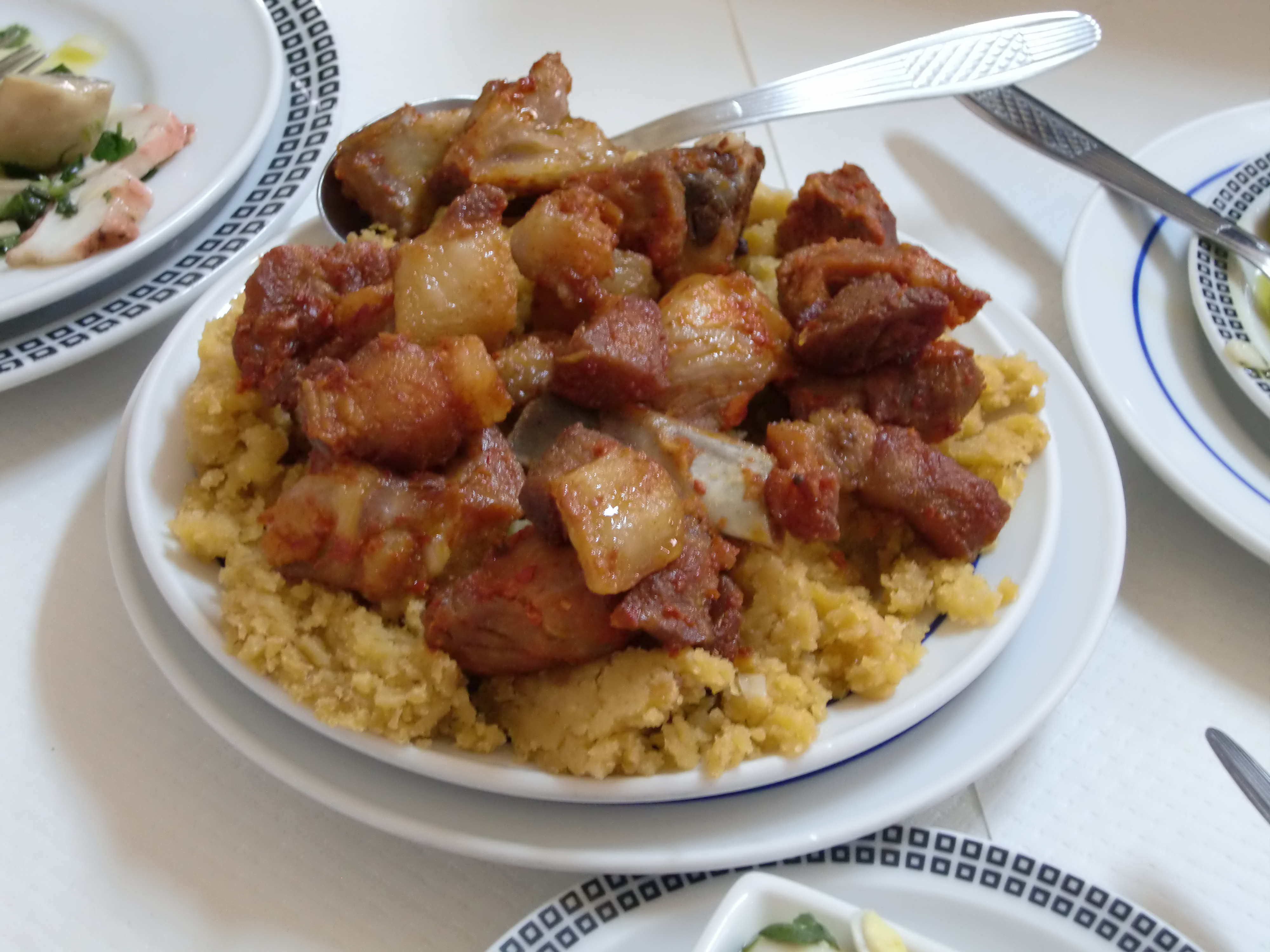
미가스 아 알렌테자나 (알렌테주식 미가스)

미가스는 알렌테주 지방의 요리이다. 알렌테주식 전통 빵이나 베이라식 브로아로 만든다. 딱딱한 빵을 물에 적셔, 마늘과 함께 올리브유나 돼지기름에 노릇노릇하게 볶아 만든다.
알렌테주 지방에서 빵 대신 감자를 써 미가스 드 바타타(감자 미가스)를 만들기도 하는데, 이때는 빵 대신 찐 감자를 쓰고, 볶는 동안 감자가 풀어진다.

#### 미가스 아 알렌테자나
미가스 아 알렌테자나(알렌테주식 미가스)를 만들 때는 빵을 볶을 때 다른 재료를 더하지 않고, 볶은 뒤에 돼지고기(주로 삼겹살이나 갈비 또는 둘 다)와 때에 따라 무화과나 포도를 곁들여 먹는다.
곁들이는 고기는 마사 드 피멘탕(피망 페이스트)과 마늘에 하루 정도 재워두어 간이 배게 하는데, 이때 마늘은 소금을 뿌려 막자사발에 빻은 것이다. (알렌테주 지방에서는 이 막자사발이 "성배(graal)"라 불린다.) 재워둔 돼지고기를 기름에 지지면서 육즙과 돼지기름이 나오도록 하며, 고기가 잘 익으면 옆으로 치워 두고 육즙과 돼지기름을 따로 모아둔다. 보통 같은 팬/냄비에 불려둔 빵을 넣고 볶으면서 모아둔 육즙과 돼지기름으로 간을 하여, 겉부분이 노릇노릇하고 바삭해질 때까지 볶아 낸다.

## 북아메리카

### 멕시코
멕시코시티에서도 멕시코시티판 미가스가 있는데, 자른 지 하루 지난 볼리요가 들어간 걸쭉한 마늘 수프이다. 보통 돼지 정강이살, 햄의 뼈, 에파소테, 오레가노, 다양한 종류의 말린 고추로 맛을 낸다. 미가스를 차릴 때 각각의 접시에 날달걀이 추가로 들어가며, 계란탕과 비슷하게 뜨거운 수프로 인해 서서히 조리된다. 이 요리는 멕시코시티 시내, 그 중에서도 특히 테피토 시장의 여관들 사이에서 매우 인기가 있다.

### 미국

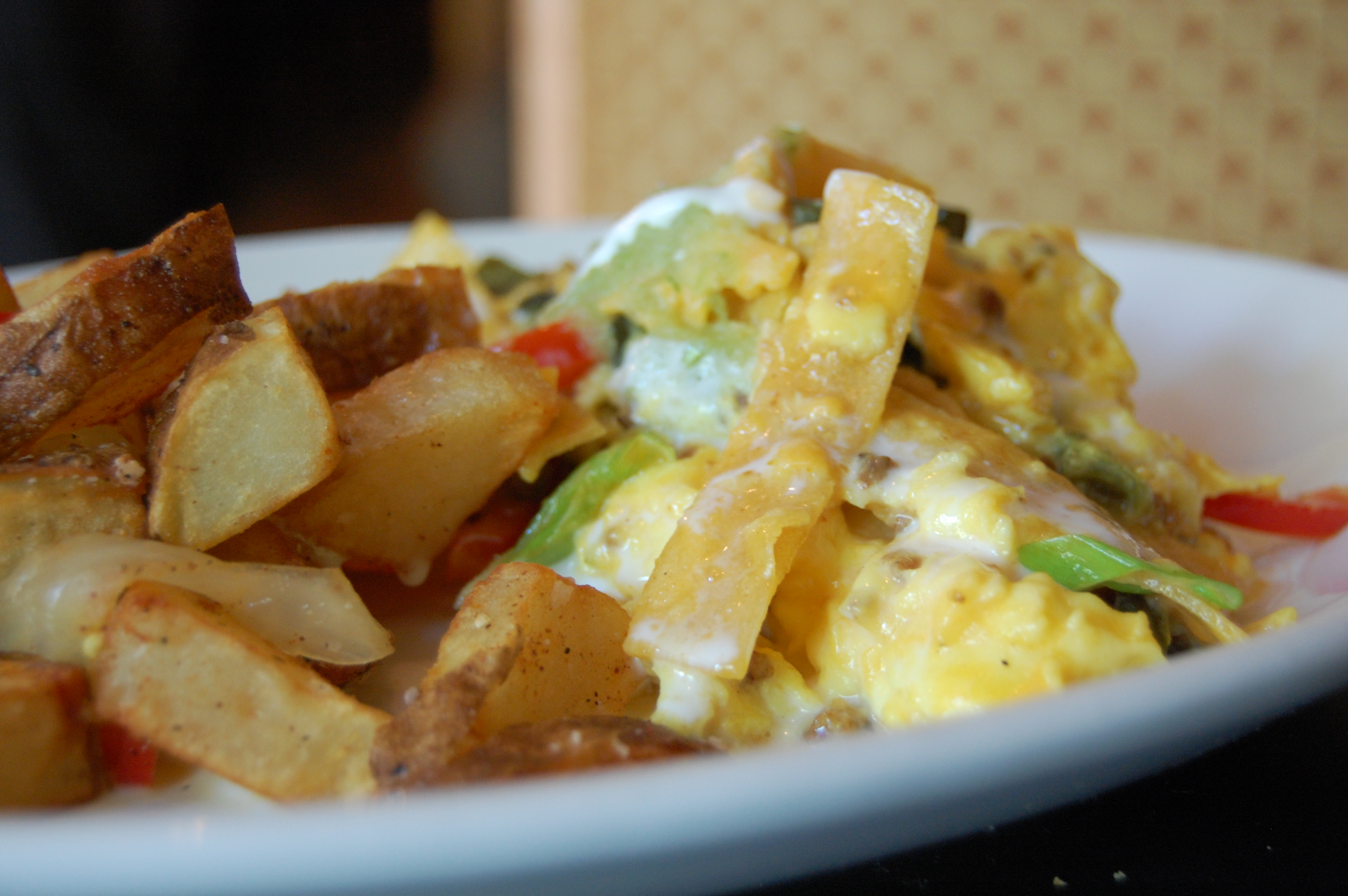
텍사스-멕시코 요리의 미가스

텍스멕스 요리에서 미가스는 전통적인 아침식사이며 옥수수 토르티야 조각과 섞은 달걀 스크램블, 사각썰기한 양파, 얇게 썬 고추, 사각썰기한 신선한 토마토, 치즈에 갖가지 향신료 및 양념 (살사나 피코 데 가요)을 더한 것으로 구성된다. 미가스는 일반적으로 프리홀레스 레프리토스와 함께 서빙되며, 옥수수나 밀가루 토르타야는 모든 재료를 감싸서 타코를 만드는 데 사용된다. 일부 지역에서는 전통적으로 사순절 기간 동안 먹을 수도 있다. 흔한 변형 요리 중 하나는 표준 재료에 초리소를 추가하는 것이다.

## 같이 보기
- 가차스
- 토르타 데 가스파초
- 칠라퀼레스 - 조리한 토르티야를 주재료로 한 또다른 멕시코 요리
- 맛차 브라이 (Matzah Brei) - 토르티야 대신 맛초가 쓰였다는 점에서 비슷한 아슈케나즈 유대인식 아침식사
- 프렌치 토스트
- 산드위체스 데 미가 - 아르헨티나의 샌드위치로, '미가'는 껍질없는 빵을 말함